# Gedenkmarsch Farge–Sandbostel

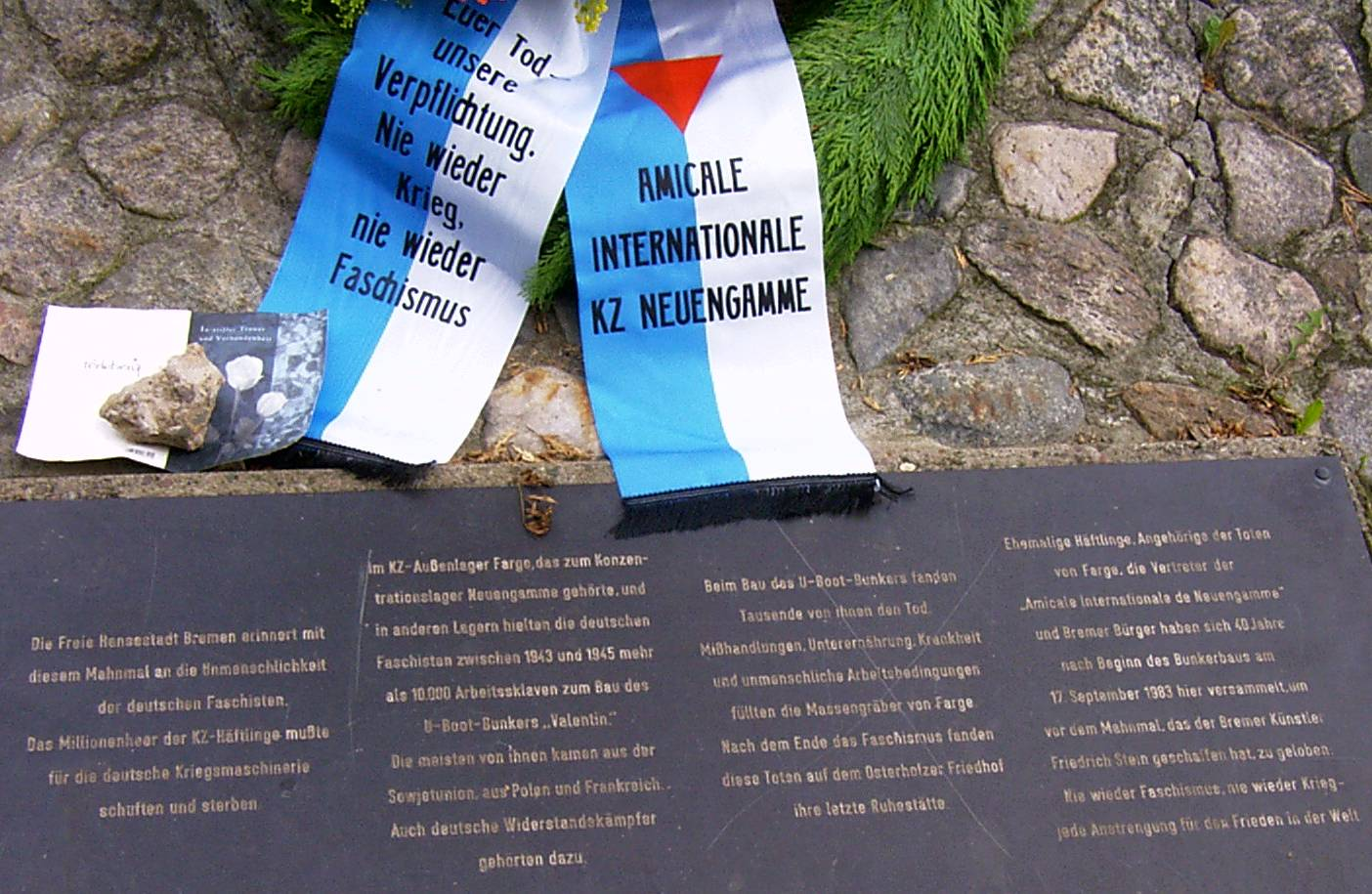
Mahnmal an der Gedenkstätte „Bunker Valentin“

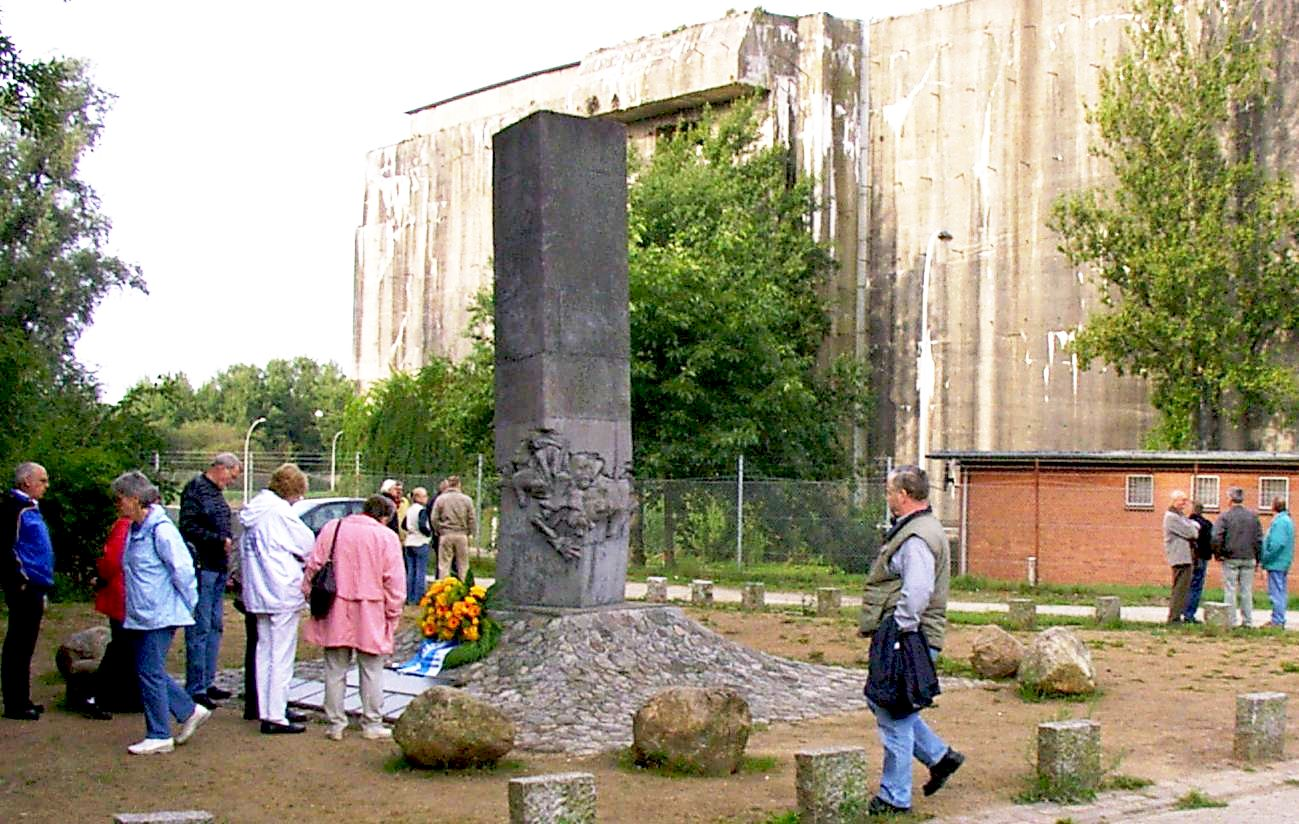
Mahnmal vor dem U-Boot-Bunker Valentin in Bremen-Farge

Der Gedenkmarsch vom U-Boot-Bunker Valentin zum Lager Sandbostel wurde vom 10. bis 13. Juli 1985 durchgeführt. 40 Jahre vorher waren bei der Evakuierung des Außenlagers Farge Gefangene im Wesentlichen diesen Weg gegangen. Dieser Todesmarsch begann am 9. April 1945 in Blumenthal.

## Auflösung der Bremer Lager

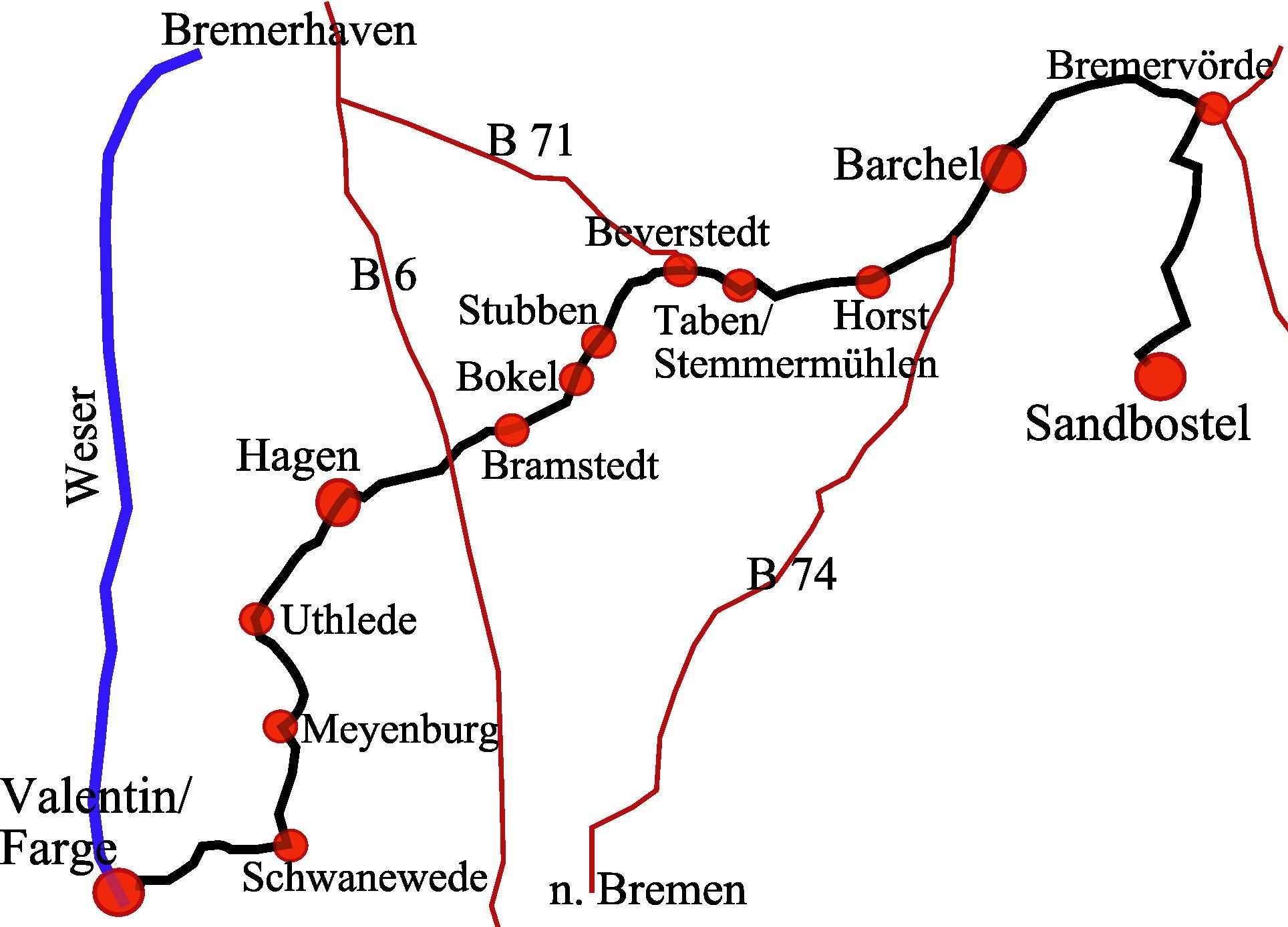
Verlauf des Todesmarsches im April 1945 vom Bunker Valentin zum Stalag X B (Sandbostel)

In Blumenthal gab es seit September 1944 das KZ Bahrsplate als Außenlager des KZ Neuengamme, das in einer Fabrik Teile für U-Boote und Ölturbinen produzierte.
Kein Gefangener sollte lebend in die Hände der Alliierten fallen, deshalb wurden sie vor den herannahenden Truppen der Alliierten auf Todesmärsche geschickt.

„Wir marschierten vier Tage, vom Morgengrauen bis zur Nacht, fast ohne Nahrung. Von Zeit zu Zeit, besonders in den kurzen Augenblicken des Haltens, rafften wir mit unseren Händen soviel Gras und Kraut von der Seite der Straße, wie wir fassen konnten; wir kauten und aßen es, um uns aufrecht zu halten. »Es heißt marschieren oder krepieren«, sagten die Deutschen, welche uns eskortierten. Es waren viele, die, ohnmächtig und schon in der Agonie, sich auf die Erde dicht am Grabenrand fallen ließen, allein oder in kleinen Gruppen, um zu sterben. […]
Am 19. [April] waren wir in Lübeck, wo man uns in den Kielraum zweier großer Schiffe, die am Kai lagen, hinabsteigen ließ. Damit beginnt die höllischste Zeit unserer ganzen Haft.“

## Gedenkmarsch Farge-Sandbostel

### Entstehungsgeschichte
Der Antifaschistische Arbeitskreis des Gustav-Heinemann-Bürgerhauses hatte sich seit 1980 mit dem Thema beschäftigt und überlegte, wie er die Informationen, die er durch Zeitzeugen-Befragung und Quellenstudium gewonnen hatte, einer breiteren Öffentlichkeit zugänglich machen könnte. Die Idee, den Todesmarsch der Häftlinge vom Bunker Valentin nach Sandbostel nachzugehen, kam den Mitgliedern des Arbeitskreises in den Sinn, als sie von ähnlichen Projekten erfuhren. Vom Bildungs- und Freizeitzentrum in Hannover-Mühlenberg wurde jährlich ein Gedenkmarsch über Isernhagen, Burgwedel, Fuhrberg, Wietze und Winsen/A. zur katholischen Sühnekirche vom Kostbaren Blute in Bergen durchgeführt. Nach einer Tagung im Dokumentenhaus der KZ-Gedenkstätte Neuengamme am 19. Januar 1984 wurde die Idee konkret, den Gedenkmarsch Farge–Sandbostel durchzuführen. Als Zeitraum wurde der 10. – 13. Juli 1985 beschlossen. Das war die Woche vor Beginn der Sommerferien. Die Bremer Behörden für Bildung und Jugend unterstützten das Vorhaben, Bürgermeister Henning Scherf übernahm die Schirmherrschaft. Weitere Unterstützung kam von der Vereinigung der Verfolgten des Nazi-Regimes (VVN)

### Stationen des Gedenkmarsches
63 Menschen vom zwölfjährigen Schüler bis zum Rentner nahmen tageweise oder ständig am Marsch teil. Zum Start am 10. Juli um 9 Uhr waren auch Presse und Fernsehen gekommen. Der Vegesacker Ortsamtsleiter Behrens verabschiedete die Teilnehmer am Mahnmal U-Boot-Bunker. Schon in Schwanewede bot sich ein Zeitzeuge an, davon zu berichten, dass er als 8-Jähriger erlebt hatte, wie eine Häftlingsgruppe in einer Scheune in Oerel einquartiert wurde. In Uthlede gab es Essen vom ASB. Danach ging es weiter zur Ziegelei kurz vor dem Ort Hagen, wo die erste Übernachtung stattfand. Der Betriebsleiter berichtete, dass er als 14-Jähriger Zeuge eines Häftlingsmarsches geworden sei.

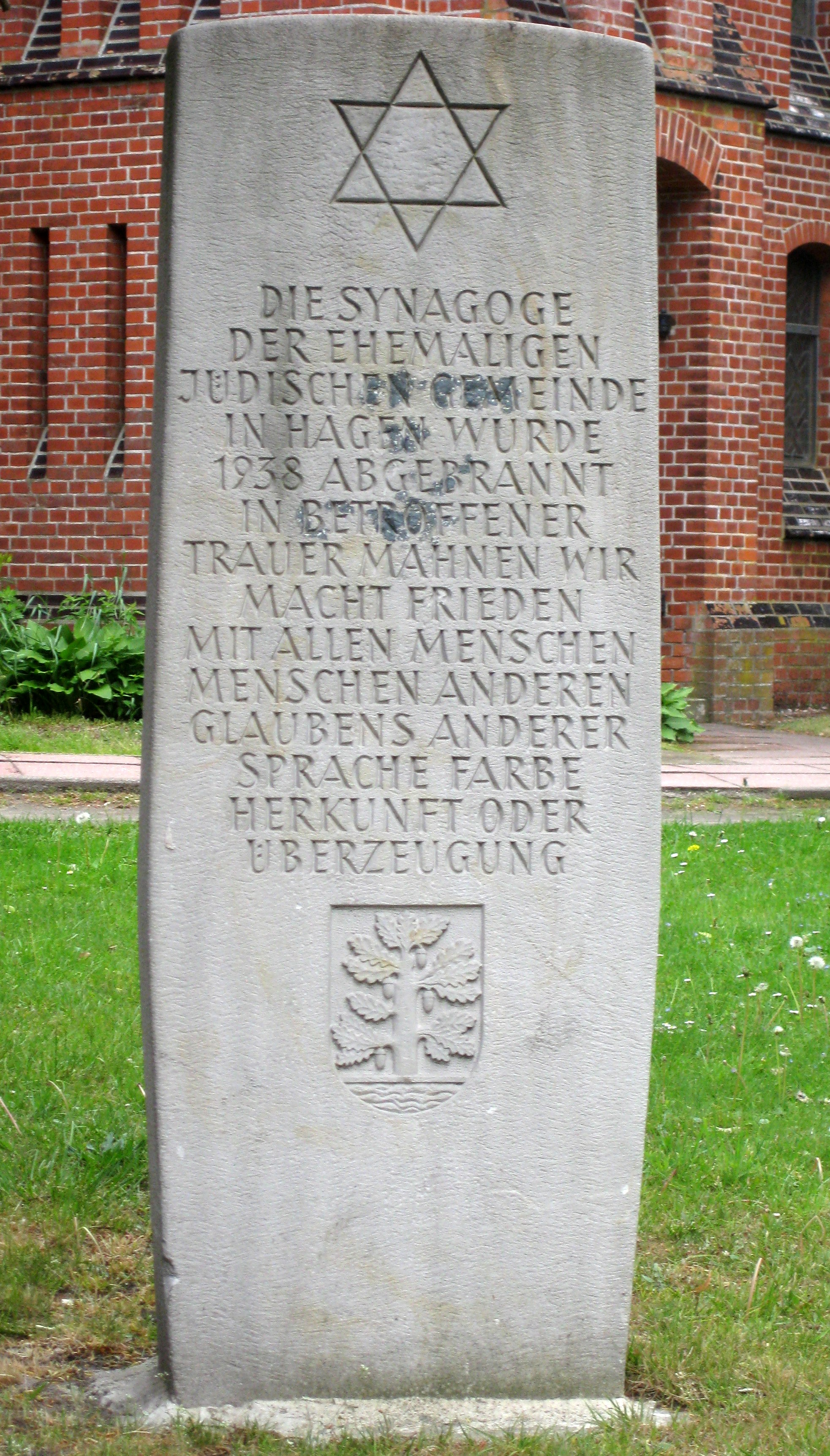
Gedenkstein für die Hagener Synagoge neben der Martin-Luther-Kirche

#### Hagen
In Hagen hielten die Teilnehmer des Marsches eine Mahnwache vor dem Gedenkstein für die Synagoge ab. Die Abendveranstaltung fand im Rathaussaal statt. Nach vorheriger Hilfsbereitschaft der Herren Heß und Christiansen von der Kommune kam es zu einer heftigen Auseinandersetzung – vor allem über die historische Bewertung eines Findlings im Loher Wald, auf dem ein Hakenkreuz eingemeißelt war. Am nächsten Morgen kam noch eine Grundschulklasse und ein Reporter von Radio Bremen, der über den Marsch berichtete.

#### Stubben
Nach dem Passieren von Bramstedt und Bokel, wo Mittagspause gemacht wurde, kam der Marsch in Stubben an. Dort wurde – wie in vielen Orten an der Strecke – der Friedhof besucht, auf dem ein „unbekannter Toter“ vielleicht ein Opfer des Marsches vierzig Jahre früher sein konnte.
An der Hauptstraße (Bahnhofstraße 60) erlebten viele den bewegendsten Augenblick des Marsches. Die Besitzerin eines Wollgeschäftes hatte vor ihrem Haus einen Eimer mit Wasser und Schöpfkelle aufgestellt.
25 Jahre später berichtete dieselbe Zeitzeugin Schülern in Bremerhaven von ihren schrecklichen Erinnerungen und nannte dabei auch ihren vollen Namen.
Noch ein weiteres Erlebnis erzählte dieselbe Frau aus ihrem Leben – als sie und ihre Freundin, acht und neun Jahre alt, merkten, dass in einem Eisenbahnwaggon im Bahnhof Stubben Menschen waren.
Diese Äußerung gab dem Buch über den Gedenkmarsch den Titel.
Das Wasser, dass sie damals den Vorbeimarschierenden nicht geben durfte, gab sie jetzt den Teilnehmern des Gedenkmarsches.

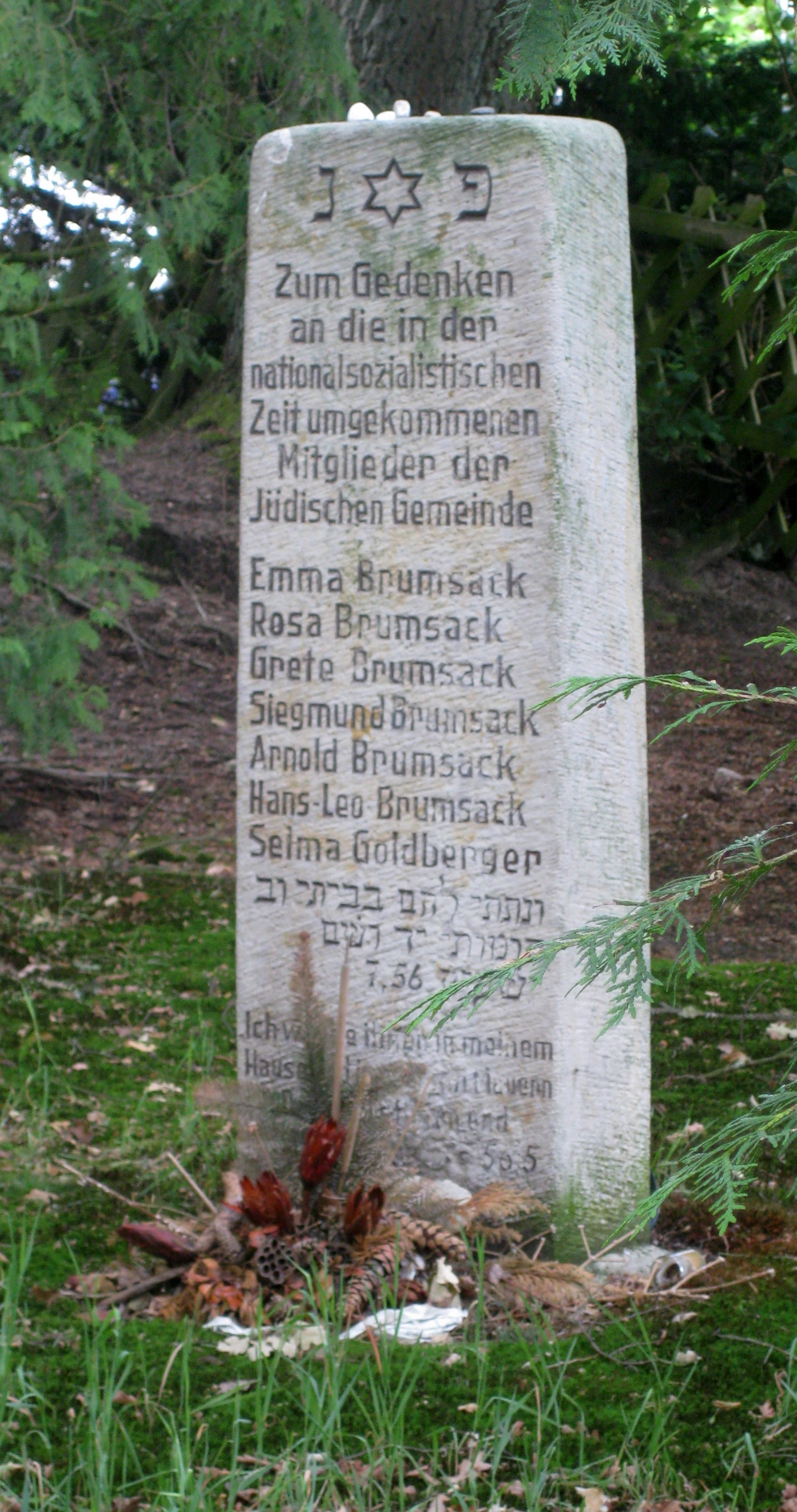
Stele auf dem jüdischen Friedhof in Beverstedt

„Einer nach dem anderen trat vor, um einen Schluck Wasser zu empfangen. … Unsere Freunde tranken – und das taten sie sehr bewußt – stellvertretend für die KZ-Häftlinge, denen genau an dieser Stelle vor 40 Jahren lebensspendendes Wasser verwehrt wurde.“

#### Beverstedt
In Beverstedt kam es zur Begegnung mit Pastor Uwe Colmsee und mit Julius Brumsack. Brumsack war ein Jude, von dem viele sagten, dass er aufgrund seiner grausamen Erfahrung lieber allein bleiben wollte. Er gelte als kontaktscheu, nachdem er als einziger seiner Familie – in England – überlebt hatte. Seine Angehörigen wurden am 17. November 1941 abgeholt. Ihre Spur fand man später in Minsk wieder. Auf dem Beverstedter Judenfriedhof am Stein der ermordeten Familie Brumsack sprachen die Gedenkmarschteilnehmer mit Brumsack. „Uns erwartete ein kontaktbereiter Herr Brumsack. … Es verschaffte einen überwältigenden Eindruck, was er aus seinem Leben berichtete und auch wie er es berichtete, nämlich weder vor Trauer gelähmt, noch auf Rache sinnend.“ Die örtliche Friedensinitiative gestaltete den Abend im Gemeindehaus der Beverstedter Kirche mit. In der Diskussion ging es um die „richtigen“ Denkmäler, z. B. Hakenkreuze auf Grabsteinen, aber auch der Gedenkstein mit der Inschrift „Versailles 28.6.1919“ in der Beverstedter Poststraße wurde thematisiert.

#### Oerel
Auf dem weiteren Weg wurde die Gruppe von ziviler Polizei beobachtet. Als sie einen Tag später erfuhr, dass diese Aktion von den Amerikanern angefordert worden war, war sie entsetzt. Die US-Soldaten, die damals kurz vor Basdahl eine Radarstation betrieben, hatten „als professionelle Krieger friedliche Demonstranten, unter ihnen Kinder als Bedrohung empfunden, obwohl sie vermutlich nicht einmal wußten, was unser Begehren war“. Dass zu der abendlichen Diskussion in Oerel wenige Leute kamen, führte man auf den „dörflichen Charakter“ des Ortes zurück.

#### Sandbostel
Von Bremervörde bis Sandbostel begleitete der Bremer Sozialsenator den Marsch. Es wurden am Rande des Weges Feldblumen und Steine gesammelt. Mit ihnen wollte man am Ziel in Sandbostel ein „provisorisches Mahnmal“ errichten. Da zwischen dem ehemaligen Lager und dem Friedhof zwei Kilometer lagen, wollte man auf dem ehemaligen Lagergelände ein Denkmal errichten. Dafür wurden Steine zu einer Umrandung aufgestellt und die Mitte mit den gesammelten Blumen geschmückt. Ein mitgebrachtes Holzkreuz mit der Aufschrift „Den Opfern aus den KZ“ vervollständigte das Denkmal.
Zum Abschluss des Gedenkmarsches wurde vor dem provisorischen Denkmal das Lied von den Moorsoldaten gesungen und eine Resolution verabschiedet.

### Gedenk- und Grabsteine
Während des Gedenkmarsches waren immer wieder Grab- und Gedenksteine Anlass zum Nachdenken. Vor den Gedenksteinen für die Hagener Synagoge und die umgekommenen Mitglieder der jüdischen Familien in Beverstedt fanden Mahnwachen statt. In Hagen wurde über einen Stein im Loher Wald gestritten, auf dem ein Hakenkreuz war. Auf den Friedhöfen entlang des Marsches z. B. in Blumenthal, Meyenburg, Hagen, Bramstedt, Stubben, Volkmarst und Oerel wurden Grabsteine gesehen, die Hakenkreuze und Eiserne Kreuze zeigten. Unter der Überschrift „Nebenergebnisse der Suche nach Gräbern von Opfern – Gräber von Mitläufern? Oder von Tätern?“ wurden sie auf einer Doppelseite des Buches über den Gedenkmarsch zusammengestellt. Namentlich am Grabstein für einen in Afrika tödlich verletzten Panzerschützen und einen Lehrer, der „durch Feindeinwirkung“ gestorben war, entzündeten sich kritische Gedanken.

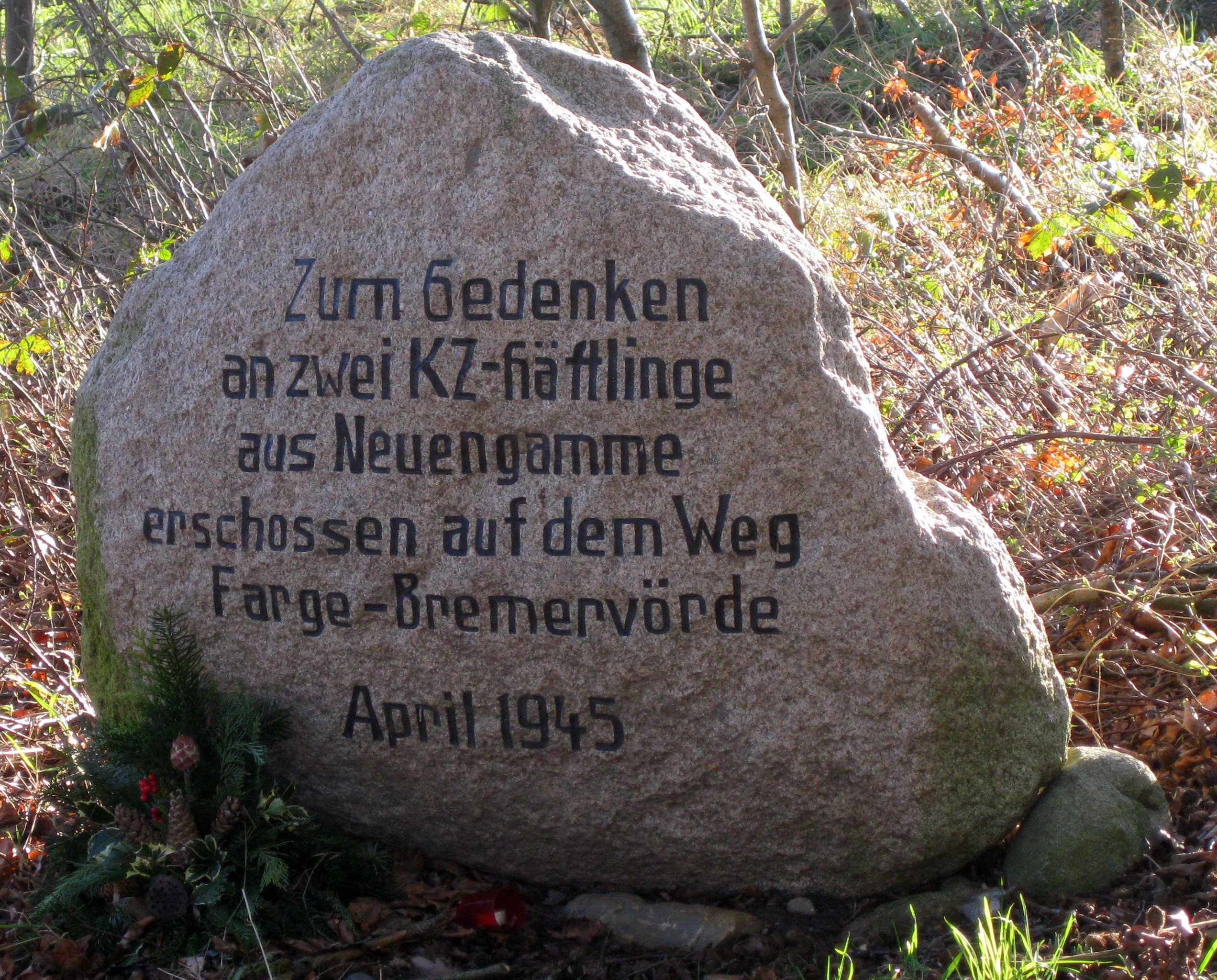
Gedenkstein zwischen Volkmarst und Basdahl

Zwischen Volkmarst und Basdahl hat Landwirt Johann Dücker (Basdahl) 2006 an der Straße einen Gedenkstein neben seinem Hof aufstellen lassen. Auf dem Feld dahinter hat er als Neunjähriger mit ansehen müssen, wie Wachmänner zwei geflohene Gefangene, die zum Todesmarsch von Farge nach Sandbostel gehörten, erschossen haben. Die Leichen der beiden hat er als Erwachsener nicht wiederfinden können, deshalb hat er den Stein nicht auf die Grabstätte, sondern an der Straße aufgestellt. Zwei Ruhebänke laden ein, in Ruhe der Erschossenen zu gedenken.

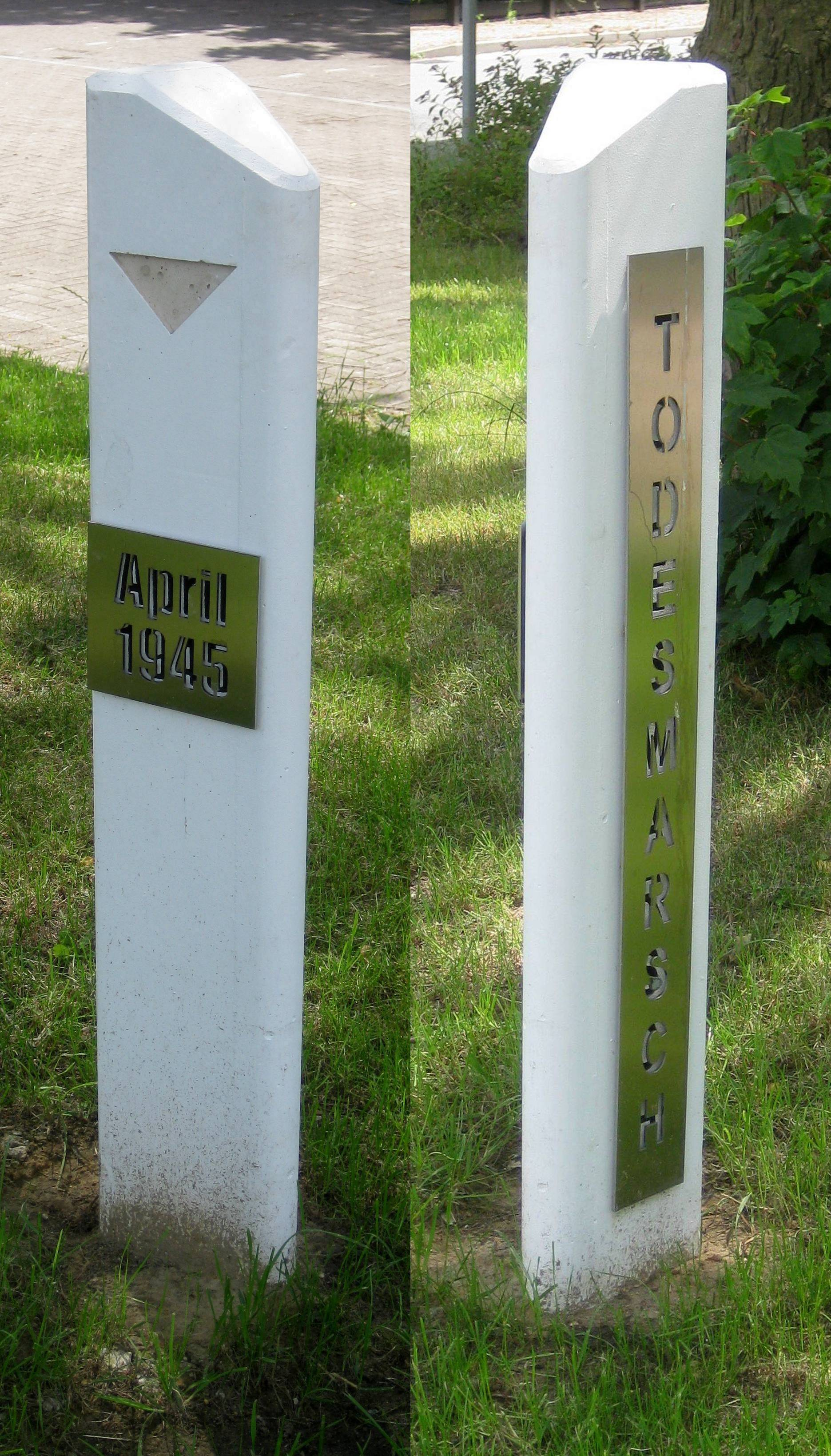
In Uthlede, Hagen, Bramstedt, Stubben, Beverstedt und Kirchwistedt stehen Erinnerungsstelen für den Todesmarsch

Die Stelen stehen in Uthlede am Buswendeplatz, in Hagen an der Kreuzung Amtsdamm/Amselweg (Von dort kann man auch zum jüdischen Friedhof gehen.), in Bramstedt an der Straße vor der Kirche, in Stubben vor dem Bahnhof, in Beverstedt in der Nähe der Kirche und in Kirchwistedt vor dem Friedhof.
Die Gemeinden Hagen im Bremischen und Beverstedt haben in Zusammenarbeit mit der Stiftung Lager Sandbostel an mehreren Orten Erinnerungsstelen aufgestellt. Am Jahrestag Sonntag, 10. April 2022, wurden die ersten in einer Feierstunde eingeweiht. In der Gemeinde Beverstedt wurden die nächsten am Sonntag, 4. September 2022 aufgestellt.

„Wir verließen das Lager zu Fuß, zerlumpt, erschöpft vor Müdigkeit und Hunger in langen kläglichen Kolonnen. Wir marschierten vier Tage vom Morgengrauen bis zur Nacht fast ohne Nahrung. … Viele – ohnmächtig oder in Agonie – ließen sich an den Straßenrand fallen, um dort zu sterben.“

### Fazit am Ende des Marsches
Sinn des Gedenkmarsches sei es nicht gewesen, Vorwürfe zu machen. Man wolle vielmehr vor einer Wiederholung jener Vorkommnisse warnen, die sich zur Zeit des Faschismus in Deutschland zutrugen: „Die Erinnerung darf nicht abflachen“, so die Mahnung der Teilnehmer des Marsches.